# Georgskapelle (Bergheim)

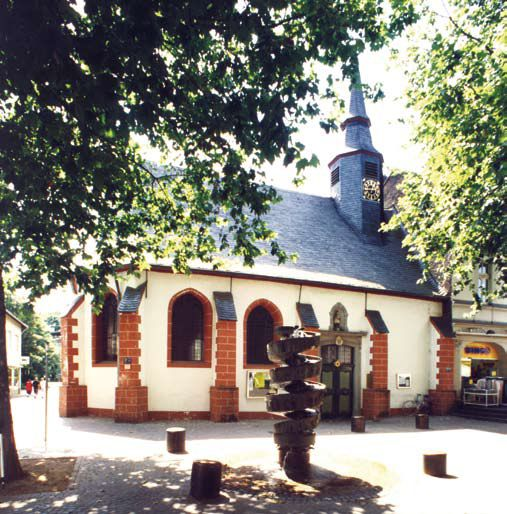
Die Georgskapelle

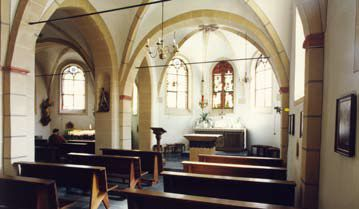
Die Georgskapelle in der Innenansicht

Die Georgskapelle stammt aus dem 14. Jahrhundert. Sie befindet sich in der Fußgängerzone der Kreisstadt Bergheim im Rhein-Erft-Kreis in Nordrhein-Westfalen.

## Baugeschichte
Die Georgskapelle lag im Mittelalter an dem im Zentrum der Stadt gelegenen Markt. Sie wurde erstmals 1420 erwähnt, stammt aber aus dem 14. Jahrhundert. Da sie dem hl. Georg geweiht war und die Herzöge von Jülich das Präsentationsrecht ausübten, dürfte die Kapelle entweder von den Herren von Bergheim oder den Herzögen von Jülich erbaut worden sein. 1542 wurde die Kapelle im Krieg zwischen Herzog Wilhelm V. von Jülich und Kaiser Karl V. zerstört. 1550 bauten die Bürger die Kapelle mit Hilfe des Landesherrn wieder auf. Die Georgskapelle war eine Tochterkirche der Pfarrkirche St. Remigius in Bergheimerdorf.

## Architektur
Die Kapelle ist ein zweischiffiger verputzter Backsteinbau. Vermutlich bestand anfänglich ein Kirchenschiff, das dann wegen des Raummangels verdoppelt wurde. Jedes Schiff besitzt einen dreiseitigen Chorschluss und ein eigenes Satteldach. Auf dem Nordschiff befindet sich ein achtseitiger Dachreiter mit leicht geschweifter Haube. Den Eingang umfasst eine schlichte Blausteinrahmung mit der Jahreszahl 1772. Wahrscheinlich ist die Kapelle in diesem Jahr renoviert worden. Über dem Eingang steht in einer Nische eine Steinfigur des hl. Nepomuk. Bei einer Instandsetzung im Jahre 1959 wurden Reste von Gewölbemalereien aus der Erbauungszeit freigelegt. Anlässlich dieser Baumaßnahmen wurden auch die Fenster erneuert. Die Bleiglasfenster wurden nach Kartons von Hans Lünenborg geschaffen.

## Ausstattung
- Das große Weihwasserbecken aus schwarzem Marmor mit seitlichen Löwenköpfen stammt aus dem 17. Jahrhundert. Es gelangte nach der Säkularisation des Klosters Bethlehem hierher. Das Missionskreuz an der Wendeltreppe zur Empore datiert von 1729.
- Die thronende Muttergottes mit Kind stammt aus dem 19. Jahrhundert.
- Die Holzfigur des hl. Antonius von Padua wurde im 18. Jahrhundert gefertigt. Sie stammt ebenfalls aus dem Kloster Bethlehem.
- Das Marienbild am westlichen Mittelpfeiler ist ein Ölgemälde auf Leinwand. Es ist die Wiedergabe eines Gnadenbildes, wohl des von Kevelaer. Es stammt vermutlich aus dem Jahr 1802.
- Das Ölgemälde im Chor zeigt die Anbetung der Hirten. Es ist eine flämische Arbeit vom Anfang des 17. Jahrhunderts.